# Tennyson Inlet
Koordinaten: 41° 4′ 44″ S, 173° 47′ 40″ O

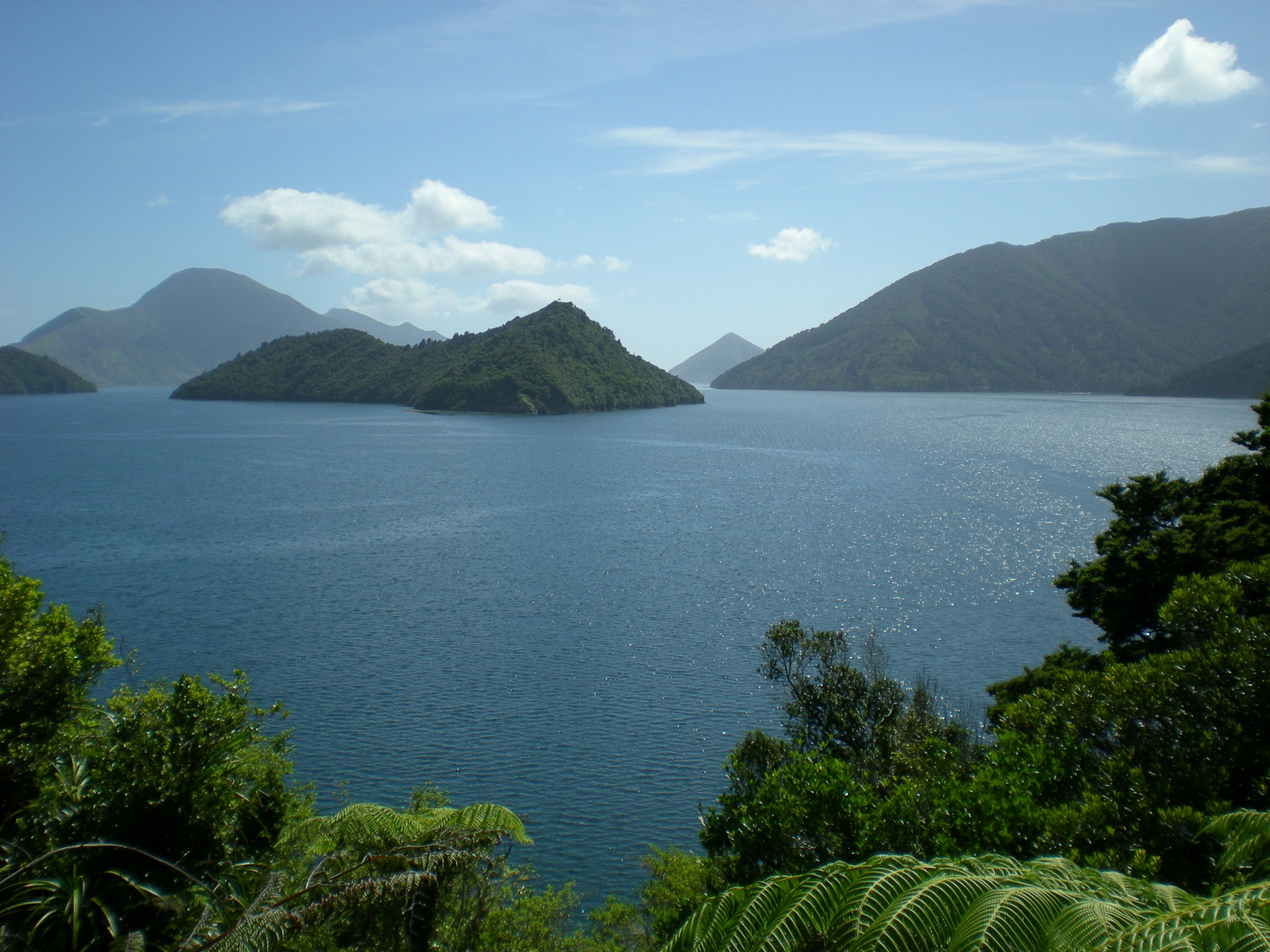
Tarakaipa Island im Norden des Tennyson Inlet, Dezember 2007

Der Tennyson Inlet ist der Südarm des Pelorus Sound / Te Hoiere in den Marlborough Sounds in Neuseeland.
Der Tennyson Inlet umfasst den etwa 10 km langen Bereich zwischen Duncan Bay und Tawhitinui. Tarakaipa und Tawhitinui Island sind die zwei größten Inseln in diesem Meeresarm. Es gibt drei Hauptsiedlungen, die hauptsächlich Erholungszwecken dienen. Diese sind von Süden nach Norden: Duncan Bay, Penzance Bay und Elaine Bay. Hinzu kommen die Buchten Te Mako Bay, Ngawhakawhiti Bay, Tuna Bay, Godsiff Bay, Deep Bay und Tawa Bay.
Über den State Highway 6 sind Penzance und Duncan Bay erreichbar, Elaine Bay über die Croisilles-French-Passstraße. Der Straßenzugang zu Elaine Bay wurde 1957 geschaffen. Duncan und Penzance Bay konnten bereits 1960 auf der heutigen Strecke durch das Opouri Valley erreicht werden. Diese Straße wurde wegen des Holzreichtums der Gegend gebaut.

## Sehenswürdigkeiten
Tennyson Inlet ist ein beliebter Ort zum Fischen und Bootfahren, da hier die nächstgelegene Bootsrampe zu Nelson und Blenheim liegt. Duncan Bay ist besonders deshalb bekannt, da es der Nelson am nächsten gelegene Punkt ist, wo man ein Boot in die Marlborough Sounds setzen kann. Es gibt Wanderwege um einen Teil des Inlets, die die Buchten untereinander verbinden. Der natürliche und weitgehend unveränderte Wald der Gegend ist auch eine bekannte Sehenswürdigkeit. Hier gibt es viele "Baches", oder Ferienhütten, aber nur wenige ständige Bewohner.